# Else Jerusalem
Else Jerusalem, za svobodna Kotányi (* 23. listopadu 1876 – 20. ledna 1943) byla rakouská spisovatelka a feministka. Proslavila se svým bestsellerem Der heilige Skarabäus, který vydala v roce 1909. Kniha vznikla na základě jejího výzkumu prostituce ve Vídni.

## Rané období života a vzdělání
Narodila se ve Vídni v roce 1876. Její rodiče, Henriette a Max Kotányiovi, byli maďarští Židé. Otec pracoval jako obchodník s vínem.
Ačkoli jí bylo odepřeno plné univerzitní vzdělání, studovala filozofii jako hostující studentka na Vídeňské univerzitě a stala se jednou z prvních žen, které tuto školu navštěvovaly.

## Kariéra
Její díla se soustředila na tehdy velmi kontroverzní téma ženské sexuality. Mezi její rané spisy na toto téma patří Venus am Kreuz (1899) a Komödie der Sinn (1902).
Na přelomu století se stala ve Vídni vlivnou feministickou intelektuálkou. Často kritizovala taková antifeministická díla, jako bylo dílo Otto Weiningera Geschlecht und Charakter (Pohlaví a charakter). Psala také do odborných časopisů, jako byl Die Zukunft spisovatele Maximiliana Hardena. Byla také významnou členku měšťanského ženského hnutí fin-de-siècle v Rakousku.

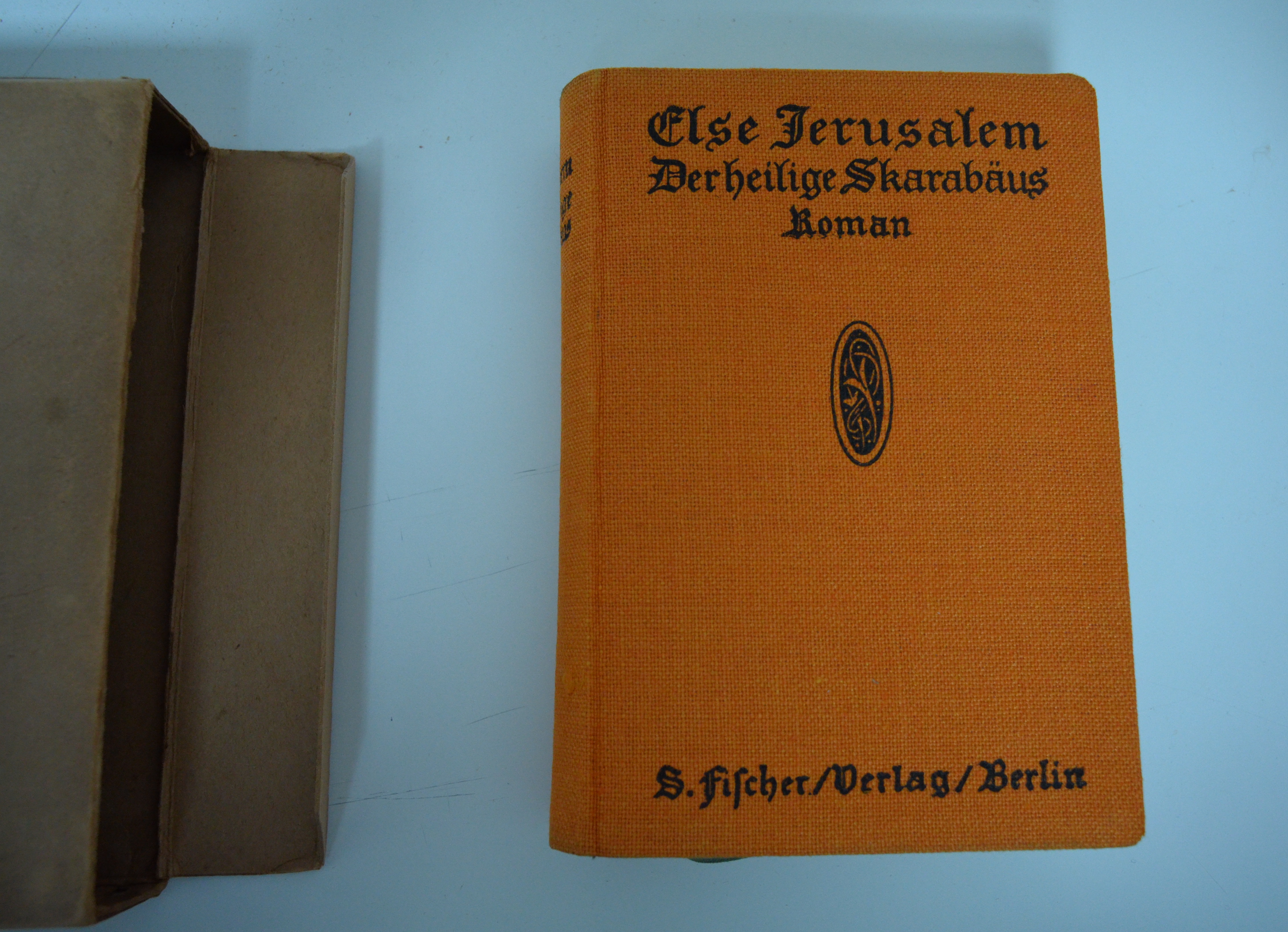
První vydání knihy Der heilige Skarabäus.

Ve svém díle Gebt uns die Wahrheit! (Dejte nám pravdu!) z roku 1902 se zasazovala o sexuální výchovu, která by připravila mladé ženy na manželský život.
V roce 1909 vydala knihu Der heilige Skarabäus (Posvátný skarabeus), která se stala bestsellerem. Román vznikl na základě jejího vlastního investigativního výzkumu. Odehrává se ve vídeňském nevěstinci a jeho obsah byl ve své době považován za skandální.
V roce 1928 byla tato kniha adaptován do německého němého filmu Zelená ulička. Když se později dostali k moci nacisté, rozhodli se knihu zakázat. Kniha byla znovu vydána až v roce 2016, a to za doprovodu výzkumu vědkyně Brigitte Spreitzerové.
Po emigraci do Argentiny v roce 1911 napsala také divadelní hru Steinigung in Sakya (1929) a filozofické pojednání Die Dreieinigkeit der menschlichen Grundkräfte (1939).

## Osobní život
Za svého prvního manžela, továrníka Alfreda Jerusalema, se provdala v roce 1901 a měla s ním dvě děti, Edith a Fritze. Její syn se stal komunistickým spisovatelem. Po rozvodu s Alfredem se v roce 1910 provdala za Viktora Widakowiche. V roce 1911 se zřekla své židovské víry a v rámci sňatku s novým manželem se nechala pokřtít.
V roce 1912 se s manželem přestěhovala do Argentiny, kde prováděla etnologický výzkum. S druhým manželem měla dceru Miriam. S životem v Argentině nebyla spokojená a často cestovala do Evropy.
Zemřela v Buenos Aires v roce 1943 ve věku 66 let.

## Dílo
- Venus am Kreuz (1899)
- Komödie der Sinn (1902)
- Gebt uns die Wahrheit! (1902)
- Der heilige Skarabäus (1909)
- Steinigung in Sakya (1929)
- Die Dreieinigkeit der menschlichen Grundkräfte (1939)